# Barotropia

Estratificação da pressão e densidade de um fluido barotrópico

A barotropia de um fluido é uma característica pela qual a densidade do fluido só depende da pressão, já que a temperatura é constante. Isto sucede na atmosfera terrestre nos trópicos, já que aí as diferenças de temperatura entre uma zona e outra ao mesmo nível são pequenas.
Quando a atmosfera não é barotrópica é uma atmosfera baróclina.